# Prestine
Prestine es una localidad situada en el municipio de Bienno, en la provincia de Brescia, Lombardía, Italia.
Fue un municipio independiente hasta el 30 de abril de 2016, en que pasó a formar parte del municipio de Bienno.

## Evolución demográfica
| Gráfica de evolución demográfica de Prestine entre 1861 y 2001 |
|                                                                |
| Fuente: ISTAT - Elaboración gráfica de Wikipedia               |